# Giuseppe Borsani
Giuseppe Borsani (Parma, 7 ottobre 1812 – Roma, 23 luglio 1886) è stato un magistrato e politico italiano.

## Biografia
Figlio di Luigi (1764-1840), avvocato e notaio di Piacenza, trasferitosi a Parma a seguito del matrimonio con Teresa Riga, assunse la carica di presidente del tribunale
Era nipote di Gian Domenico (1740-1795) famoso magistrato di Piacenza,consigliere ducale e podestà di Fiorenzuola e Castel S.Giovanni.
Giuseppe era ancora studente di legge quando, non approvando alcune norme enunciate dal Ducato di Parma, si presentò armato davanti al palazzo della duchessa. La pistola era scarica, perché era solo un atto dimostrativo: questo atto, comunque, gli procurò l'iscrizione nella lista dei compromessi nei moti del 1831.
Prese notevole parte ai rivolgimenti del 1848 e sedette nell'Anzianato tra i notabili aggiunti all'assemblea del 20 marzo 1849, ma dopo gli avvenimenti del 1848-1849 fu costretto all'esilio: furono indubbiamente le sue idee favorevoli all'unità d'Italia, già espresse nelle assemblee di Parma e Piacenza, quelle che lo costrinsero a rifugiarsi in Piemonte. Dopo aver insegnato nelle università di Alessandria e Torino, fu delegato a reggere, come ministro, i dipartimenti dell'Interno e della Giustizia e dell'Istruzione.
Entrò ben presto nelle sfere del governo di Cavour che gli affidò incarichi delicati come quello di rientrare a Piacenza e Parma e, avendo l'immunità di "Ministro ambasciatore", sondare la disponibilità al regno della cittadinanza, in special modo quella di Parma.
Giuseppe rientrò in Piemonte continuando la sua carriera giudiziaria fino a raggiungere l'alto grado di avvocato generale presso il Tribunale Supremo di Guerra e Marina, il 24 settembre 1868, dopo aver rivestito, dal 5 novembre 1866 la carica di Procuratore Generale della Corte d'Appello di Palermo. 
Si dedicò allo studio del diritto specializzandosi nella procedura penale.
Pubblicò svariati saggi:
- Il sistema dei tributi - 1850
- L'uomo e la società- 1875
- Come progrediscono gli istituti giudiziari- 1859
- Gli uffici della storia nel progresso della pubblica amministrazione - 1860
- Un commento al codice di procedura civile

Il 6 novembre 1873 fu nominato senatore del regno e durante tale prestigiosa carica presentò al senato varie e numerose relazioni, tra le quali quelle su:
- Codice penale del regno d'Italia
- Inchiesta sulla Sicilia
- Modificazioni alle leggi esistenti sul reclutamento dell'esercito.

Morì a Roma il 23 luglio del 1886.